# День працівника оборонно-промислового комплексу України
День працівника оборонно-промислового комплексу України — професійне свято працівників ОПК України. Відзначається щорічно 13 квітня.

## Історія
Свято встановлено в Україні «…ураховуючи важливе значення оборонно-промислового комплексу для забезпечення національної безпеки та захисту державного суверенітету України, значний внесок працівників оборонно-промислового комплексу у зміцнення обороноздатності держави…» згідно з Указом Президента України «Про День працівника оборонно-промислового комплексу України» від 13 квітня 2023 р. № 214/2023.
На першому відзначенні Дня працівника оборонно-промислового комплексу України Президент України Володимир Зеленський наголосив, що саме цього дня роком раніше крилатими протикорабельними ракетами «Нептун» українського виробництва було уражено й потоплено флагман Чорноморського флоту РФ — ракетний крейсер «Москва».